# Aleksandrów k. Wąsosza
Aleksandrów k. Wąsosza – zniesiona nazwa wsi w Polsce położona w województwie śląskim, w powiecie częstochowskim, w gminie Koniecpol. Miejscowość wchodzi w skład sołectwa Wąsosz.
W II Rzeczypospolitej była to najdalej na południe wysunięta miejscowość województwa łódzkiego, położona w specyficznym cyplu powiatu radomszczańskiego między Białką a Pilicą, wrzynającym się w głąb województwo kieleckiego. Część Aleksandrowa osadzona na samym krańcu owego cypla nosi do dziś nazwę Kresy.
W latach 1975–1998 miejscowość administracyjnie należała do województwa częstochowskiego.
Nazwa miejscowości została zniesiona w 2022 r.